# Agnès Ire de Nevers
Pour l’article homonyme, voir Agnès II de Nevers.
Agnès Ire, née en 1170, morte en 1193 à Mailly, est comtesse de Nevers, d'Auxerre et de Tonnerre (1181-1193).
Elle est la fille de Guy, comte de Nevers, d'Auxerre et de Tonnerre, et de Mathilde de Bourgogne, dame de Montpensier. Elle fait partie de la Maison de Nevers.

## Biographie
Sa mère Mathilde de Bourgogne (1150-1192) est de la lignée capétienne des ducs de Bourgogne.
Elle a pour frère Guillaume V de Nevers († 1181), qui hérite des comtés de Nevers et d'Auxerre (le comté de Tonnerre reste à sa mère Mathilde) à la mort de son père en 1176 et meurt en 1181.
Son père meurt alors qu'elle n'a que 6 ans. Agnès et son frère deviennent alors pupilles du roi.
Héritant des comtés de Nevers et d'Auxerre à l'âge de 10 ans à la suite de la mort de son frère Guillaume V en 1181, elle est d'abord fiancée à Olivier « Albus », seigneur de Grignon († 1181/84). Olivier mort, le roi Philippe Auguste arrange son mariage en 1184 - elle a 14 ans - avec Pierre II de Courtenay.

## Fondations religieuses, actes
En 1185, Agnès et son mari Pierre confirment par charte les privilèges de l'église Saint-Étienne de Nevers, et le 10 juin 1190 ils renoncent par charte à leurs droits héréditaires en faveur de Saint-Cyr.
En 1191, ils achètent Tonnerre à sa mère Mathilde de Bourgogne.

## Mort
Elle meurt le 2 ou 6 février 1193 à l'âge de 22 ans, pendant que son mari combat en Terre Sainte avec la troisième croisade, laissant une fille, Mathilde (1188 † 1257), comtesse de Nevers, d'Auxerre et de Tonnerre, qui sera mariée en 1199 à Hervé IV de Donzy († 1222), puis en 1226 à Guigues IV de Forez († 1241).